# Raya Dunayevskaya
Raya Dunayevskaya (* 1. Mai 1910 in Jaryschiw; † 9. Juni 1987 in Chicago; Pseudonym Freddie Forrest) war eine US-amerikanische marxistisch trotzkistische Aktivistin, Autorin und Übersetzerin.

## Leben
Die in der Ukraine geborene Dunayevskaya wanderte mit ihren Eltern 1920 nach Chicago aus. Dort trat sie zunächst als Jugendliche der Kommunistischen Partei der USA bei. Nachdem sie aus dieser ausgeschlossen wurde, schloss sie sich der trotzkistischen Bewegung an und arbeitete 1938/39 in Mexiko als Leo Trotzkis Sekretärin. Nach der Spaltung der US-amerikanischen Trotzkisten gehörte sie gemeinsam mit C. L. R. James zu jenem Flügel des Trotzkismus (Johnson-Forest-Tendency), der in der stalinistischen Sowjetunion nicht nur eine „bürokratische Entartung“ des Sozialismus sah, sondern ein Rollback zur kapitalistischen Produktionsweise in Form eines „Staatskapitalismus“. Später beschäftigte sie sich mit dem Zusammenspiel von Feminismus und Marxismus und entwarf eine neue theoretische Synthese der Werke von Marx und Hegel unter dem Namen Marxismus-Humanismus. 1955 begründete Dunayevskaya die heute noch bestehende Zeitung News & Letters, deren Redaktion sie bis zu ihrem Tode 1987 leitete. Dunayevskaya übersetzte Lenins Philosophische Hefte ins Englische.

## Schriften
- Marxism and Freedom: From 1776 Until Today. Bookman, New York 1958 (archive.org).
- Philosophy and Revolution: From Hegel to Sartre and from Marx to Mao. Delacorte Press, New York 1973 (archive.org).
  - Algebra der Revolution. Philosophie der Befreiung von Hegel bis Sartre. Europaverlag, Wien/München/Zürich 1981, ISBN 3-203-50764-1 (archive.org).
- Rosa Luxemburg, Women’s Liberation, and Marx’s Philosophy of Revolution. Humanities Press, Atlantic Highlands 1982, ISBN 0-391-02793-X (archive.org).
  - Rosa Luxemburg. Frauenbefreiung und Marx’ Theorie der Revolution. Argument-Verlag, Berlin/Hamburg 1998, ISBN 3-88619-245-8.
- Women’s Liberation and the Dialectics of Revolution: Reaching for the Future. A 35-Year Collection of Essays – Historic, Philosophic, Global. Humanities Press, Atlantic Highlands 1985 (archive.org).
- The Marxist-Humanist Theory of State-Capitalism: Selected Writings. News & Letters, Chicago 1992, ISBN 0-914441-30-2.
- The Power of Negativity: Selected Writings on the Dialectic in Hegel and Marx. Hrsg.: Peter Hudis, Kevin B. Anderson. Lexington Books, Lanham 2002.
  - Die Macht der Negativität. Schriften zur Philosophie der Revolution. Unrast, Münster 2008, ISBN 978-3-89771-472-4.
- Russia: From Proletarian Revolution to State-Capitalist Counter-Revolution. Selected Writings. Hrsg.: Eugene Gogol, Franklin Dmitryev. Brill, Leiden/Boston 2017, ISBN 978-90-04-32333-9.
- Marx’s Philosophy of Revolution in Permanence for our Day. Selected Writings. Hrsg.: Franklin Dmitryev. Brill, Leiden/Boston 2019, ISBN 978-90-04-32332-2.

## Weiterführende Literatur
- Kevin B. Anderson: Raya Dunayevskaya, 1910 to 1987, Marxist Economist and Philosopher. In: Review of Radical Political Economics. Band 20, Nr. 1, 1988, S. 62–74, doi:10.1177/048661348802000104.
- Kevin B. Anderson: The Marcuse–Dunayevskaya Dialogue, 1954–1979. In: Studies in Soviet Thought. Band 39, Nr. 2, 1990, S. 89–109, JSTOR:20100500.
- Thomas M. Jeannot: Raya Dunayevskaya’s Conception of Ultimate Reality and Meaning. In: Ultimate Reality and Meaning. Band 22, Nr. 4, 1999, S. 276–293, doi:10.3138/uram.22.4.276.
- Kevin B. Anderson, Kieran Durkin, Heather A. Brown (Hrsg.): Raya Dunayevskaya’s Intersectional Marxism. Race, Class, Gender, and the Dialectics of Liberation. Palgrave Macmillan, Cham, ISBN 978-3-03053716-6.
- Chris Gilligan, Nigel Niles: Raya Dunayevskaya: The Embodiment of the Red/Black Atlantic in Theory and Practice. In: David Featherstone, Christian Høgsbjerg, Alan Rice (Hrsg.): Revolutionary Lives of the Red and Black Atlantic since 1917. Manchester University Press, Manchester 2022, ISBN 978-1-5261-4478-2, S. 217–234.